# Dolmen von Kermané

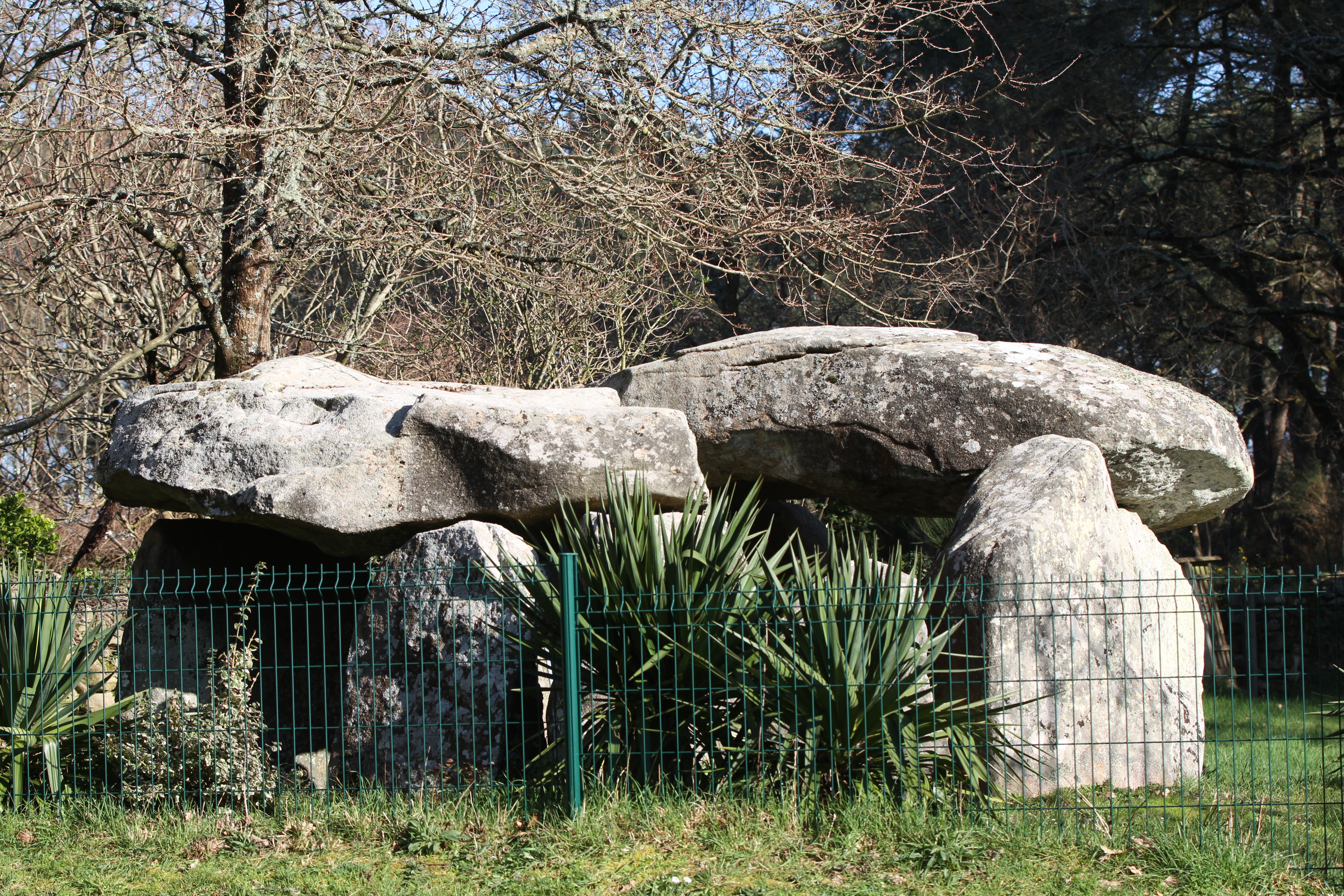
Dolmen de Kermané

Der neolithische Dolmen von Kermané (auch Roh-Vras-de-Pourhos genannt) liegt zwischen den Weilern Kermané und Kerangoff, nördlich von Saint-Philibert im Département Morbihan in der Bretagne in Frankreich. Dolmen ist in Frankreich der Oberbegriff für neolithische Megalithanlagen aller Art (siehe: Französische Nomenklatur).
Der restaurierte Gangdolmen (französisch Dolmen à couloir) ist nur als Kammer ohne Gang erhalten. Die von acht Orthostaten und einer Stahlstange gestützte, geteilte Deckenplatte misst etwa 4,0 × 3,0 m.
Der Dolmen ist seit 1927 als Monument historique eingestuft.

Dolmen von Kermané
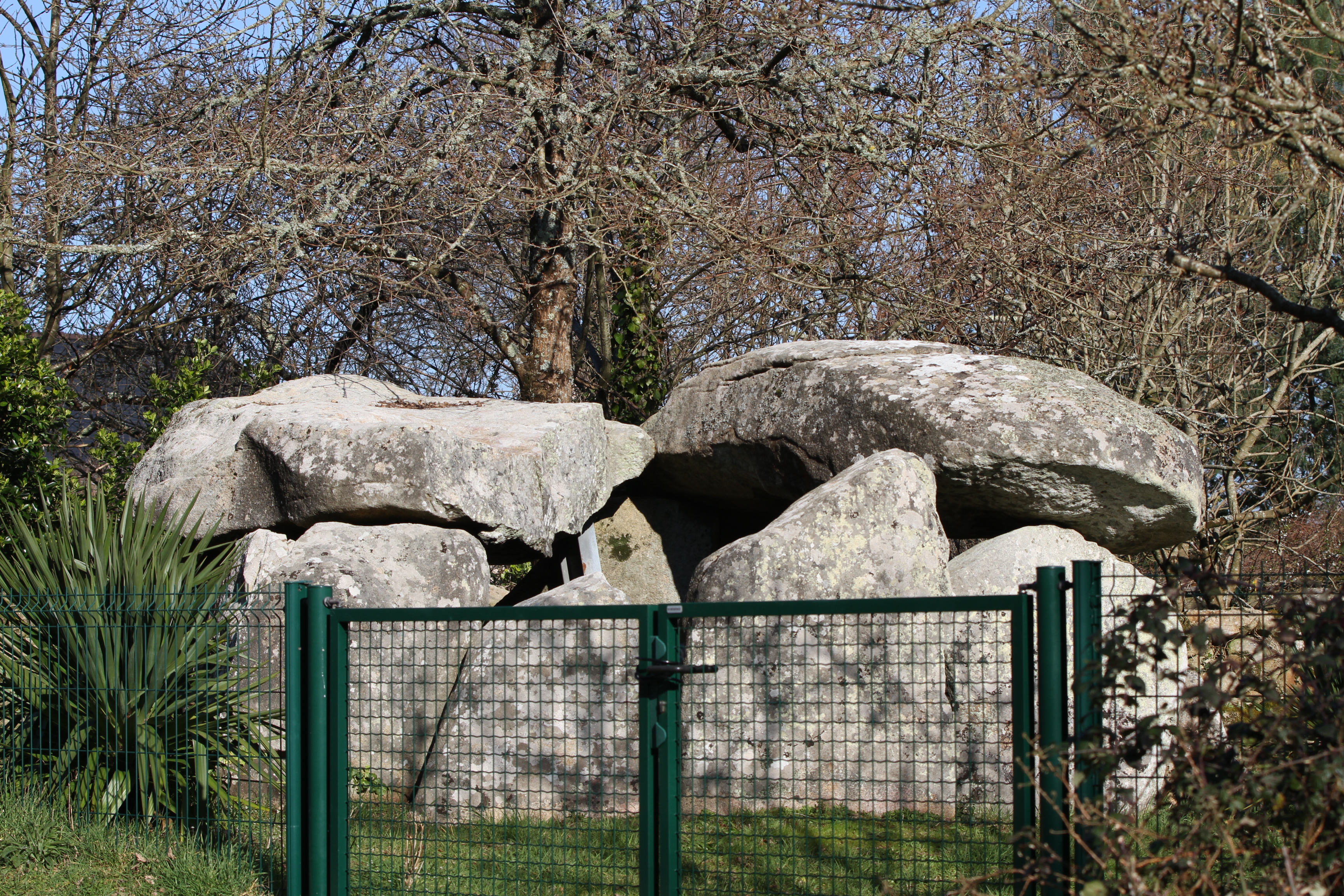
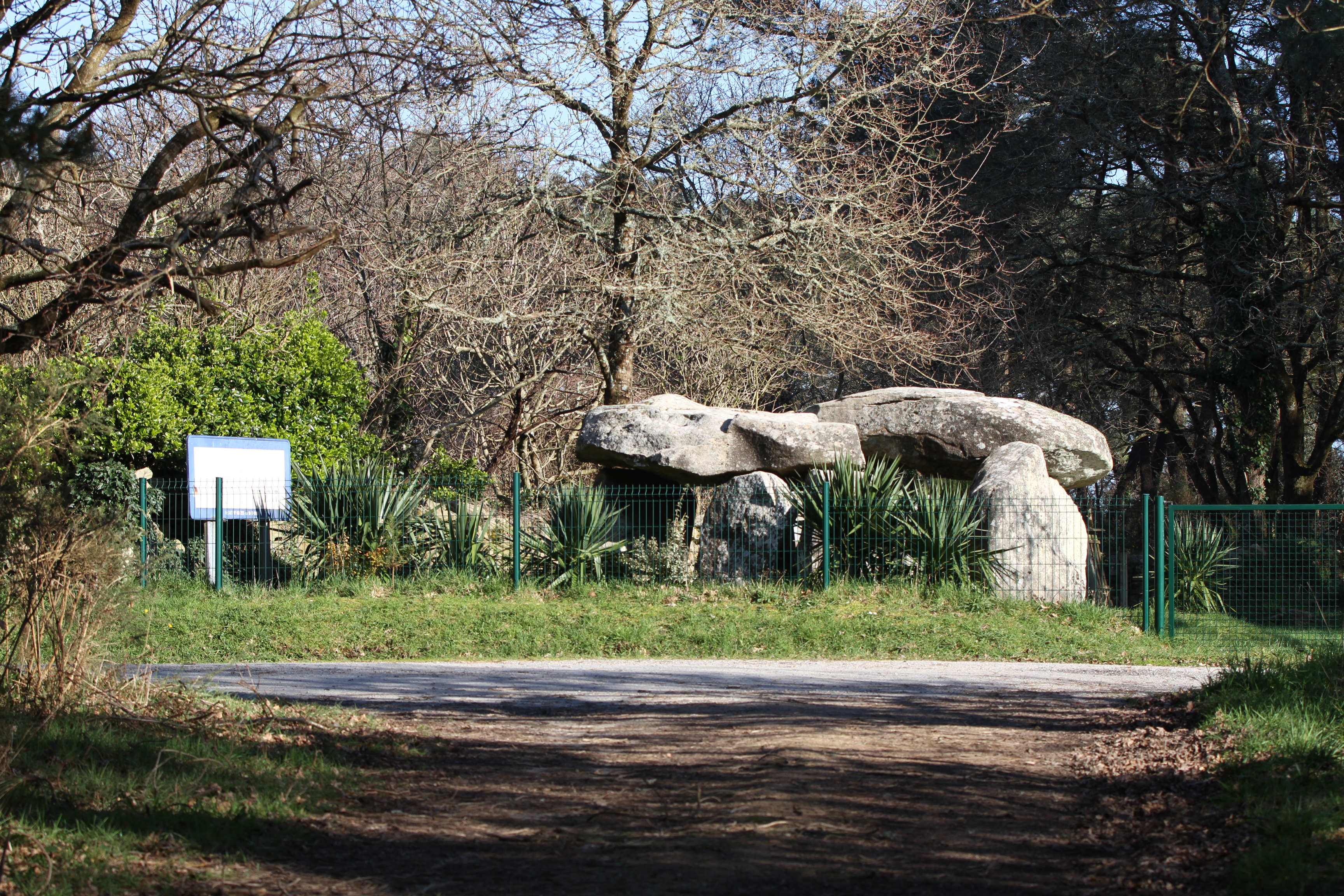
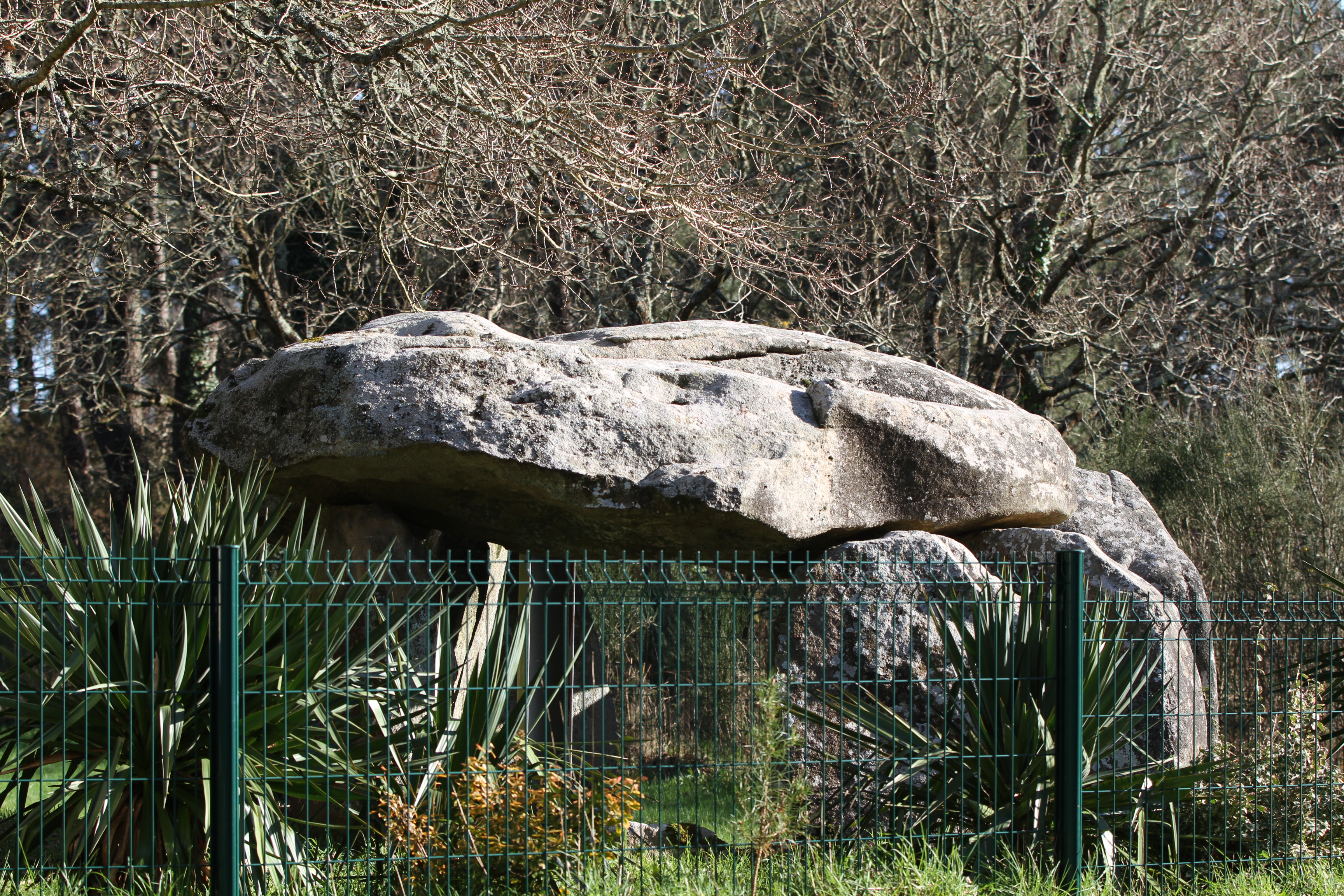

In der Nähe liegen der Dolmen von Kerran, der Dolmen von Kercadoret und der Menhir Men-Milène.